# Helmut Zehrfeld
Helmut Zehrfeld (* 25. September 1919; † nach 1948) war ein deutscher Fußballspieler. 

## Karriere
Helmut Zehrfeld spielte Erstligafußball in der Oberliga Süd. Dort absolvierte er am 29. Mai 1949 ein Spiel für die Stuttgarter Kickers.